# Les Sept Âges de la femme
Les Sept Âges de la femme (Die sieben Lebensalter des Weibes) est un tableau du peintre allemand Hans Baldung, dit Grien, exécuté à la peinture à l'huile sur bois de tilleul en 1544. Il fait partie de la collection du Musée des Beaux-Arts de Leipzig.

## Descriptif
Cette image datant de la Renaissance montre un petit enfant à l'avant gauche, derrière eux, de gauche à droite, un groupe de cinq personnages féminins à des stades de la vie d'environ 10 à 50 ans, à peine recouverts de tissus savamment bouclés. Chacune des femmes se distingue de sa voisine par des traits caractéristiques et est en même temps liée à elle par la composition afin de montrer comment les différents âges de la vie s'imbriquent dans un même parcours de vie. La figure féminine la plus ancienne est visible en arrière-plan à droite. Elle est pâle, est représentée de profil et ne regarde plus vers le spectateur, mais vers la vigne et le figuier comme symboles de fertilité et symboles de l'éternel renouvellement de la vie et pointe vers la droite de l'image.
L'horizon bas donne aux figures une monumentalité, le ciel bleu donne à l'allégorie de l'éphémère une expression méditative. La peinture réfléchie et orientée vers la vie est probablement la dernière œuvre majeure de Hans Baldung, mort l'année suivante.
La caractéristique de Baldung est la proximité de la conception physique du vieillissement féminin avec la sexualité, le péché et la mort, qui est déjà apparente dans la nudité des femmes et l'affichage incessant de l'attrait érotique de la jeunesse en contraste frappant avec la détérioration physique du corps de la femme dans la vieillesse.

Autres peintures sur le même thème par Hans Baldung.
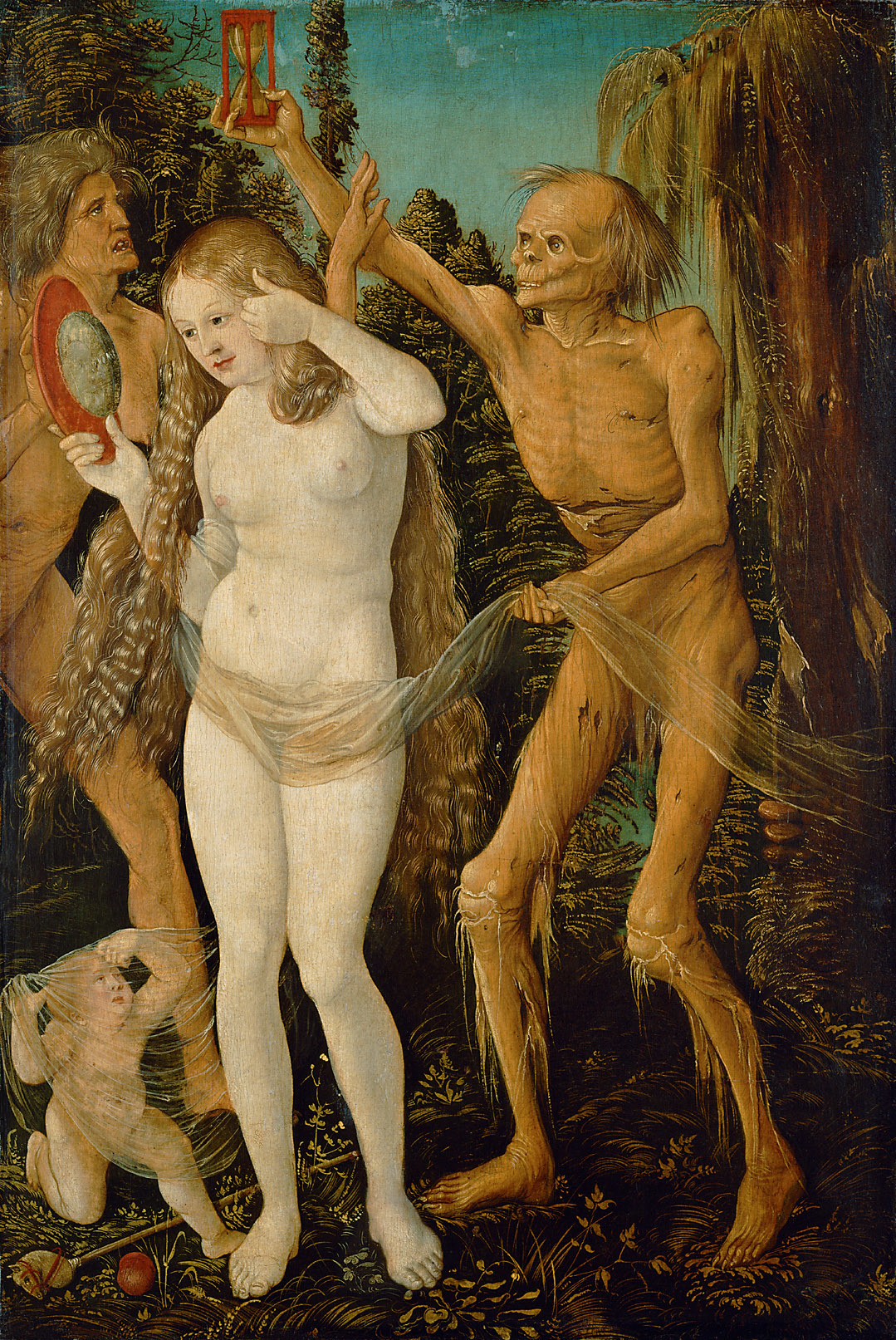
Hans Baldung, Les Trois Âges et la Mort[6], Kunsthistorisches Museum Wien.
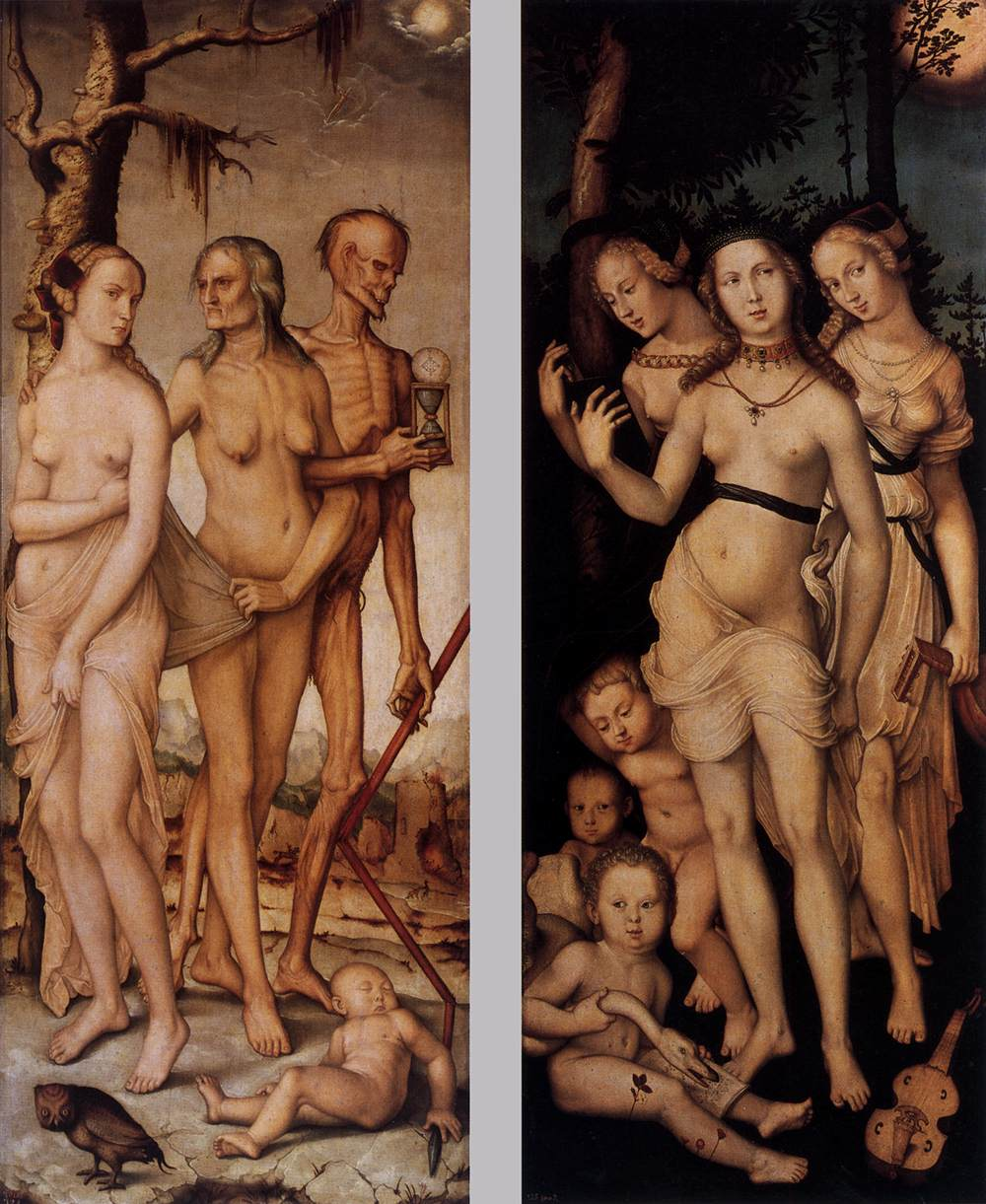
Hans Baldung, Âges de la femme, vers 1540-1545, Musée du Prado.

## Provenance
La peinture est entrée dans la collection du Musée des Beaux-Arts en 1944 à partir de l'héritage du banquier et historien de l'art de Leipzig Fritz von Harck.